# Oh!どや顔サミット
『Oh!どや顔サミット』（オー!どやがおサミット）は、2011年4月15日から2013年3月1日まで朝日放送（ABC）を制作局として、テレビ朝日系列で、毎週金曜日の21:00 - 21:54（JST）に放送されていたトーク・バラエティ番組である。通称は『どや顔サミット』『どや顔』。ステレオ放送、文字多重放送、ハイビジョン制作が実施された。

## 概要
タイトルにある「どや顔」とは「したり顔」のことであり、各界の著名人がスタジオに集結し、噂のエピソードを紹介し、最後にどや顔をキメるバラエティ番組。タイトルロゴには「〜My face of pride Can you do better?〜」（〜マイ フェイス オブ プライド キャン ユー ドゥー ベター?〜）の英文が加えられている。また、「芸能人格付けチェック」の派生番組に当たる。
2010年12月17日の20:00 - 21:48に、『有名人が極秘情報を流出!「世界!どや顔サミット」』（ゆうめいじんがごくひじょうほうをりゅうしゅつ!「せかい!どやがおサミット」）のタイトルでパイロット版を放送。これを経てレギュラー放送されることになった。MCの3人はレギュラー版でも引き続き出演し、ドラマ枠だった同枠としては『笑いの金メダル』以来5年振りにバラエティ枠となる上、朝日放送の単独制作に戻る。
2013年4月改編に伴い、2013年3月1日の放送をもって終了した。

## 出演者

### 司会
- 浜田雅功（ダウンタウン）[4]
- 西村雅彦
- 片瀬那奈

### どや顔ブサイク劇団
再現VTRにてゲストやその関係者を演じる出演者の総称。主にブサイクを売りにしたお笑い芸人で構成されるが、ゲストに関係のある人物（ものまねタレント、芸能活動をしているゲストの兄弟や子供など）が出演する場合もある。通常出演するメンバーには劇団員番号が振られているが、一放送ごとに振られるために番号は重複していたが、後に明確な番号付けがされ、再現ドラマのタイトルで番号付けされたメンバーの一覧が出される（初期の頃は32人だったが、人数が増えたため40人となっている。また、最も出演回数の多い「座長（浜田談）」のほんこんのみ、常に番号は1になっており継続している）。
- 1 ほんこん
- 2 藤本敏史（FUJIWARA）
- 3 岩尾望（フットボールアワー）
- 4 椿鬼奴
- 5 大久保佳代子（オアシズ）
- 6 近藤春菜（ハリセンボン）
- 7 箕輪はるか（ハリセンボン）
- 8 今野浩喜（キングオブコメディ）
- 9 白鳥久美子（たんぽぽ）
- 10 川村エミコ（たんぽぽ）
- 11 チャンカワイ（Wエンジン）
- 12 田中卓志（アンガールズ）
- 13 村上知子（森三中）
- 14 川島邦裕（野性爆弾）
- 15 バービー（フォーリンラブ）
- 16 井上裕介（NON STYLE）
- 17 内間政成（スリムクラブ）
- 18 バッファロー吾郎A（バッファロー吾郎）
- 19 竹若元博（バッファロー吾郎）
- 20 虻川美穂子（北陽）
- 21 伊藤さおり（北陽）
- 22 レイザーラモンRG
- 23 堤下敦（インパルス）
- 24 板倉俊之（インパルス）
- 25 山根良顕（アンガールズ）脱退後は長友光弘（響）
- 28 ロッシー（野性爆弾）
- 29 原西孝幸（FUJIWARA）
- 30 ノッチ（デンジャラス）
- 31 デコピン浜ちゃん（ダウソタウソ）
- 32 スギちゃん
- 33 矢部太郎（カラテカ）
- 34 クロちゃん（安田大サーカス）
- 35 楽しんご
- 36 真栄田賢（スリムクラブ）
- 37 HIRO（安田大サーカス）
- 38 団長（安田大サーカス）
- 39 加藤歩（ザブングル）
- 40 鈴木Q太郎（ハイキングウォーキング）
- ブサイク劇団アメリカ支部 野沢直子

### ナレーション
- 立木文彦
- 杉本るみ

## 主なコーナー
- 私だけが知っているとっておきの知識
- 私だけが知っているスターの素顔
- 私の知られざる交友関係
- 私が集めているすごいコレクション
- 世界どや技遺産
- 私だけが知っているお仕事裏話
- 私がブームの仕掛人
- 私だけが知っている極秘情報

- 芸能人品格テスト（2013年1月以後はこれがメインとなっていた。料理作法やご祝儀袋の書き方について芸能人に抜き打ちテストを行い、それについて専門家が審査する）

## スタッフ

### パイロット版
- 企画構成：高須光聖、中野俊成
- 構成：村上卓史、渡辺哲夫、山名宏和、鮫肌文殊、一文無隼人、藤本昌平、木村タカヒロ、原木綿子、水野将良
- TP：深谷高史
- SW：遠山康之
- カメラ：小川利行
- VE：原啓教
- VTR：矢田目幸一
- 音声：鈴木智之
- LD：小井手正夫
- LED：前島亮二
- バーチャル：佐々木史子
- 編集：馬場革
- MA：川原崎智史
- 音効：磯川浩己
- 美術プロデューサー：松沢由之
- デザイン：野口陽介
- 美術進行：横山勇
- 大道具：岩崎隆史
- アクリル装飾：石橋誉礼
- アートフレーム：菅沼和海
- 電飾：森智
- 視覚効果：小熊雅樹
- CG：八島伸行
- イラスト：渡辺秀行
- スタイリスト：Shin
- メイク：一條純子
- リサーチ：佐藤直子
- 編成：石橋義史（朝日放送）
- 番宣：多田香奈子（朝日放送）
- 営業：中村真澄（朝日放送）
- デスク：中村美恵（朝日放送）、河田つぎみ（b-DASH）
- AD：加藤展康、正野鉄也、谷山里美、塚本翔太、児玉光生
- 演出監修：香川春太郎
- アシスタントプロデューサー：永田浩子（b-DASH）
- ディレクター：中田三浩、伊豆原聡、郡亮太／佐藤大輔（佐藤映像）、岡田秀行（b-DASH）
- プロデューサー・演出：林敏博（b-DASH）
- プロデューサー：田中和也・梶原英明（朝日放送）、生沼教行・宮本雄宇（よしもとクリエイティブ・エージェンシー）
- チーフプロデューサー：井口毅（朝日放送）
- 協力：ニユーテレス、フジアール、glow、Y.D.S、FLT、サウンドエフェクト、ヒビノ、IMAGICA、ビーオネスト
- 制作協力：b-DASH
- 制作：朝日放送、吉本興業

### レギュラー版
- 構成:高須光聖、中野俊成、村上卓史、渡辺哲夫、経堂久志、一文無隼人/藤本昌平、原木綿子、ビル坂恵、谷口マサヒト、戸田倫彰、小杉四駆郎、川島カヨ、勝木友香
- スーパーバイザー:マシ・オカ
- TP:深谷高史
- SW:遠山康之
- カメラ:小川利行
- 音声:小清水健治
- VE:武田和浩
- 照明:小井手正夫、安藤雅夫
- PA:奈良岡純一
- VTR:瀧本恵司
- LED:馬場俊朗
- CG:八島伸行
- バーチャル:佐々木史子
- 効果:磯川浩己
- 編集:馬場革、橋本淳一郎、渡邉正宏、藤井竜也、内田裕之
- MA:川原崎智史、田口修嗣、前島真一、土屋信
- 美術:松沢由之
- デザイン:野口陽介
- 進行:横山 勇
- 大道具:岩崎隆史
- アクリル装飾:石橋誉礼
- 電飾:森智
- メイク:Office MAKISE、村端ジン、吉田みわ
- スタイリスト:Shin、藤沢まさみ
- フードコーディネーター:小菅貴子
- 協力:ニューテレス、フジアール、イマジカ、FLT、glow、麻布プラザ、ヒビノ、Y.D.S、ウインズウイン、東京タワースタジオ
- キャスティング協力:根岸美弥子（ビーオネスト、以前は協力）
- リサーチ:佐藤直也、高森雄幸
- 編成:石橋義史
- 宣伝:岸本拓磨
- AD:杉本諭久
- デスク:中村美恵、岡田理絵子
- FD:堀脇慎志郎、米嶋悟志
- AP:永田浩子、鈴木美帆
- ビジュアルD:佐藤大輔
- ブレーン:前田政二
- 演出:田中和也（朝日放送）、中田三浩、高野透矢、香川春太郎（以前はブレーン）、地曳範剛
- ディレクター:安井章浩、緑川大介/伊豆原聡、檜垣和孝、植木光雄、村井伸一、八島崇行、安彦和弘、横山健一、武田治、太田憲一、若菜久利、岡島友孝、田中友洋、大森亮平、南大輔、石井賢次、縫田輝久、山本紗智子、芝 聡（朝日放送）、岡順一郎、加藤展康
- プロデューサー・総合演出:林 敏博（b-DASH）
- プロデューサー:上野晴弘（朝日放送）、生沼教行・中村聡太（よしもとクリエイティブ・エージェンシー）
- チーフプロデューサー:井口毅（朝日放送）
- 製作協力:b-DASH
- 製作:朝日放送、吉本興業

過去のスタッフ
- 構成:鮫肌文殊、木村タカヒロ、小堀裕也
- LED:前島亮二
- メイク:青山理恵
- デスク:河田つぎみ
- 演出:村山俊彦
- プロデューサー:宮本雄宇・古川圭介（よしもとクリエイティブ・エージェンシー）

## ネット局と放送時間
| 放送地域       | 放送局                           | 系列           | 放送日時           | 放送日の遅れ |
| -------------- | -------------------------------- | -------------- | ------------------ | ------------ |
| 近畿広域圏     | 朝日放送（ABC）                  | テレビ朝日系列 | 金曜 21:00 - 21:54 | 制作局       |
| 関東広域圏     | テレビ朝日（EX）                 | テレビ朝日系列 | 金曜 21:00 - 21:54 | 同時ネット   |
| 北海道         | 北海道テレビ（HTB）              | テレビ朝日系列 | 金曜 21:00 - 21:54 | 同時ネット   |
| 青森県         | 青森朝日放送（ABA）              | テレビ朝日系列 | 金曜 21:00 - 21:54 | 同時ネット   |
| 岩手県         | 岩手朝日テレビ（IAT）            | テレビ朝日系列 | 金曜 21:00 - 21:54 | 同時ネット   |
| 宮城県         | 東日本放送（KHB）                | テレビ朝日系列 | 金曜 21:00 - 21:54 | 同時ネット   |
| 秋田県         | 秋田朝日放送（AAB）              | テレビ朝日系列 | 金曜 21:00 - 21:54 | 同時ネット   |
| 山形県         | 山形テレビ（YTS）                | テレビ朝日系列 | 金曜 21:00 - 21:54 | 同時ネット   |
| 福島県         | 福島放送（KFB）                  | テレビ朝日系列 | 金曜 21:00 - 21:54 | 同時ネット   |
| 新潟県         | 新潟テレビ21（UX）               | テレビ朝日系列 | 金曜 21:00 - 21:54 | 同時ネット   |
| 長野県         | 長野朝日放送（abn）              | テレビ朝日系列 | 金曜 21:00 - 21:54 | 同時ネット   |
| 静岡県         | 静岡朝日テレビ（SATV）           | テレビ朝日系列 | 金曜 21:00 - 21:54 | 同時ネット   |
| 石川県         | 北陸朝日放送（HAB）              | テレビ朝日系列 | 金曜 21:00 - 21:54 | 同時ネット   |
| 中京広域圏     | 名古屋テレビ放送（メ〜テレ/NBN） | テレビ朝日系列 | 金曜 21:00 - 21:54 | 同時ネット   |
| 広島県         | 広島ホームテレビ（HOME）         | テレビ朝日系列 | 金曜 21:00 - 21:54 | 同時ネット   |
| 山口県         | 山口朝日放送（yab）              | テレビ朝日系列 | 金曜 21:00 - 21:54 | 同時ネット   |
| 香川県・岡山県 | 瀬戸内海放送（KSB）              | テレビ朝日系列 | 金曜 21:00 - 21:54 | 同時ネット   |
| 愛媛県         | 愛媛朝日テレビ（eat）            | テレビ朝日系列 | 金曜 21:00 - 21:54 | 同時ネット   |
| 福岡県         | 九州朝日放送（KBC）              | テレビ朝日系列 | 金曜 21:00 - 21:54 | 同時ネット   |
| 長崎県         | 長崎文化放送（NCC）              | テレビ朝日系列 | 金曜 21:00 - 21:54 | 同時ネット   |
| 熊本県         | 熊本朝日放送（KAB）              | テレビ朝日系列 | 金曜 21:00 - 21:54 | 同時ネット   |
| 大分県         | 大分朝日放送（OAB）              | テレビ朝日系列 | 金曜 21:00 - 21:54 | 同時ネット   |
| 鹿児島県       | 鹿児島放送（KKB）                | テレビ朝日系列 | 金曜 21:00 - 21:54 | 同時ネット   |
| 沖縄県         | 琉球朝日放送（QAB）              | テレビ朝日系列 | 金曜 21:00 - 21:54 | 同時ネット   |
| 富山県         | 北日本放送（KNB）                | 日本テレビ系列 | 日曜 15:55 - 16:55 | 遅れネット   |
| 鳥取県・島根県 | 日本海テレビ（NKT）              | 日本テレビ系列 | 水曜 16:53 - 17:53 | 遅れネット   |
| 高知県         | テレビ高知（KUTV）               | TBS系列        | 水曜 19:00 - 19:55 | 遅れネット   |